# Type Lavrillier
Pour les articles homonymes, voir Lavrillier.
Le type Lavrillier est un modèle de gravure monétaire destiné à la pièce de 5 franc français, conçu par André Lavrillier (1885-1958) et frappé à partir de 1933. Il fut utilisé jusqu'en 1952.

## Description

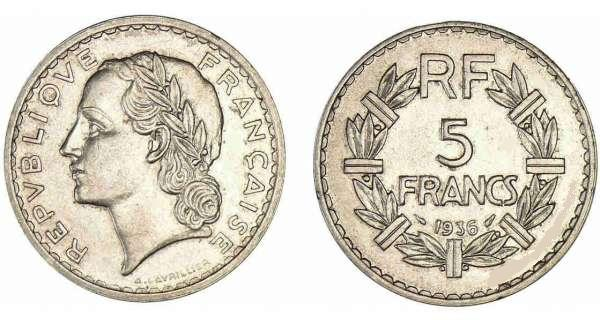
La pièce de 5 francs « type Lavrillier » en nickel (1936).

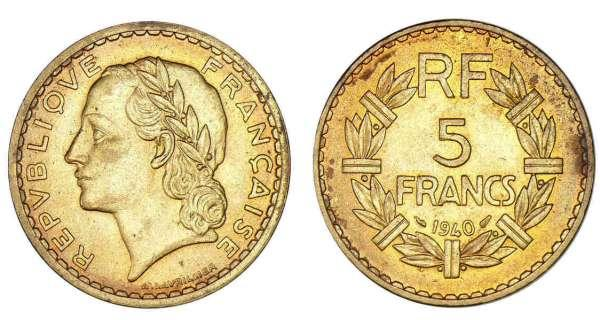
La pièce de 5 francs « type Lavrillier » en bronze-aluminium (1940).

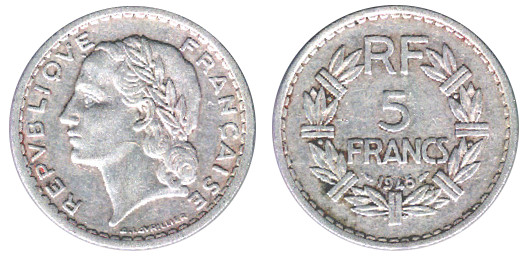
La pièce de 5 francs « type Lavrillier » en aluminium (1945).

En 1928, le lancement officiel du franc Poincaré, qui équivaut désormais à 1/5e du franc Germinal, permet de frapper l'année suivante, à la suite de la loi du 13 mars 1929, une nouvelle série de pièces en argent de 10 et 20 francs, suivant un modèle conçu par Pierre Turin. Après plusieurs années de réflexion et d'hésitations, la décision de frapper enfin une pièce de 5 francs tombe : la Monnaie de Paris n'en avait pas fabriqué depuis 1889. 
Or, entre-temps, la crise de 1929 et les tensions sur le franc français en 1931 avaient pesé sur la politique monétaire et n'avait fait que retarder le mise en chantier du projet. Pierre Turin avait préparé le module de la pièce de 5 francs qui devait en principe sortir en argent à 600/1000e. Les choses ne se passèrent pas ainsi.
À la suite de la loi du 28 février 1933 et du décret du 13 mars 1933, le billet de 5 francs est retiré de la circulation en même temps qu'est annoncé la frappe, en urgence et sans consultation, d'un type provisoire de pièce de 5 francs, gravée par Lucien Bazor : il s'agit d'un petit module pesant 6 g, en nickel, et de la taille de l'ancienne pièce de 1 franc en argent de type Roty. Le rythme de frappe est de 700 000 unités par jour. Elles sont émises à partir d'octobre. En décembre, tous les billets de 5 francs sont démonétisés.
Dans l'intervalle, le 12 août 1933, le résultat d'un nouveau concours de pièce de 5 francs est enfin publié dans un arrêt : le projet de Lavrillier a été retenu, le module est deux fois plus grand que le type Bazor, toujours en nickel, et pesant 12 g. Germaine Richier, par ailleurs sculptrice, aurait servi de modèle à Lavrillier. L'avers de la pièce représente une tête laurée de la République de profil, légende circulaire « REPVBLIQVE FRANÇAISE » et signature « A. Lavrillier ». Au revers, Les initiales « RF » en haut dans une couronne fermée et la valeur de la monnaie ; « 5 francs » en son centre. La tranche de la pièce est lisse. 
La première émission du type Lavrillier date de 1933, mais la pièce sera effectivement mise en circulation au cours de l'année 1934. Le type Bazor est donc démonétisé, mais seulement en avril 1937, et entre-temps, massivement refondu. 117 939 874 exemplaires du type Lavrillier sont frappés en nickel portant les millésimes allant de 1933 à 1939. Ceux de 1934 et 1936 sont très rares. Elle fut démonétisée en octobre 1939.
Puis 55 831 125 exemplaires sont ensuite frappés en bronze-aluminium aux millésimes allant de 1938 à 1940 et de 1945 à 1947. Enfin 802 536 521 exemplaires sont frappés en aluminium aux millésimes allant de 1945 à 1947, puis en 1952. Elle fut démonétisée en octobre 1966.

## Tableau des émissions
| Années               | Valeur   | Diamètre | Poids | Tranche | Métal            | Tirage total | Commentaires                            |
| -------------------- | -------- | -------- | ----- | ------- | ---------------- | ------------ | --------------------------------------- |
| 1933-1939            | 5 francs | 31 mm    | 12 g  | lisse   | nickel           | 117 939 874  | IIIe République                         |
| 1938-1940, 1945-1947 | 5 francs | 31 mm    | 12 g  | lisse   | bronze-aluminium | 55 831 125   | IIIe République/État français           |
| 1945-1947, 1952      | 5 francs | 31 mm    | 3,5 g | lisse   | aluminium        | 802 536 521  | Gouvernement provisoire, IVe République |